# Pavel Hoffmann
Pavel Hoffmann, v některých pramenech uváděn jako Pavel Hoffman (* 17. července 1931 Šumiac – 21. listopadu 2005[zdroj⁠?!]), byl slovenský ekonom a československý politik, po sametové revoluci československý ministr pro strategické plánování a místopředseda vlády Mariána Čalfy.

## Biografie
Maturoval na gymnáziu v Kežmarku a v roce 1951–1956 absolvoval národohospodářskou fakultu VŠE v Bratislavě. Pak až do roku 1966 pracoval v Ekonomickém ústavu Slovenské akademie věd. Zaměřoval se na otázky optimalizace zaměstnanosti a regionální souvislosti pracovního trhu. Pak nastoupil do nově vzniklého Výzkumného ústavu oblastního plánování. Byl zde vedoucím odboru národohospodářských analýz a prognóz. Od roku 1983 opětovně působil v ekonomickém ústavu Slovenské akademie věd. Až do roku 1989 zde vedl odbor teorie a prognózování národohospodářského rozvoje. V roce 1989 obhájil doktorskou dizertační práci. V prosinci 1989 se stal členem Rady vědců SAV. Před rokem 1989 nebyl členem žádné politické strany.
Po sametové revoluci se zapojil do politiky. Počátkem roku 1990 se stal prvním místopředsedou Státní plánovací komise. Podílel se na formulaci ekonomické reformy. 27. června 1990 byl jmenován ministrem pro strategické plánování ve druhé vládě Mariána Čalfy. Do vlády ho nominovalo hnutí Verejnosť proti násiliu Portfolio si udržel do konce existence vlády, tedy do 2. července 1992. 3. října 1991 se stal místopředsedou vlády. Byl rovněž předsedou Rady hospodářské a sociální dohody ČSFR (tripartita).
Ještě v roce 2001 se uvádí jako účastník schůzek členů bývalé Čalfovy vlády.

### Podnikatelské aktivity
V devadesátých letech v Praze na Střížkově zakoupil se dvěma společníky zchátralou budovu, která byla v sedmdesátých letech postavena jako ubytovna Pražských stavebních podniků. Pavel Hoffmann se svými kolegy neměli však kapitál na provoz a nejnutnější úpravy. Oslovili proto Hoffmannova bratrance Jana Horala, zda se nechce stát tichým společníkem tak, že by odkoupil za hotové 40 % podílu. Jan Horal se tedy stal tichým společníkem a jako vklad poskytl 5 milionů německých marek. Aby podnik nezbankrotoval, musel ho později Jan Horal převzít. Zařídil nutný kapitál přes investiční společnost, společníky vykoupil a budovu převzal do svých rukou. Ubytovnu uvážlivě přestavěl na hotel. Hotel s názvem Hotel Duo se zařadil mezi čtyřhvězdičkové hotely v Praze a stal se jedním z největších hotelů v České republice.